# 33P/Daniel
La Cometa Daniel, formalmente indicata come 33P/Daniel, è una cometa periodica del Sistema solare, appartenente alla famiglia delle comete gioviane. È stata scoperta dall'astronomo Zaccheus Daniel il 7 dicembre 1909 dall'Halsted Observatory della Princeton University in New Jersey.

## Storia osservativa
La cometa fu scoperta nel giorno di massimo avvicinamento alla Terra come un oggetto della nona magnitudine, dopo esser già transitata per il perielio. Nonostante Alexander D. Dubiago ne avesse calcolato l'orbita, la cometa non fu osservata nei previsti ritorni del 1916, 1923 e 1930. Fu infine recuperata nel 1937 da Shin-ichi Shimizu, su indicazione di Hidewo Hirose che aveva aggiornato i conti di Dubiago tenendo conto delle perturbazioni gravitazionali di Giove. Anche in questo caso la cometa è stata osservata solo dopo il passaggio al perielio.
Successivamente è stata osservata nei ritorni del 1943, 1950, 1964, 1978, 1985, 1992, 2000 e 2008. Non sono stati osservati invece i ritorni del 1957 e del 1971.
Nel gennaio del 2009 la cometa ha esibito un outburst, termine inglese utilizzato per indicare un repentino cambiamento nell'attività di un nucleo cometario che conduce ad una rapida espansione della chioma, che ha determinato un incremento della luminosità di 3 magnitudini.

## Orbita
La Cometa Daniel percorre un'orbita moderatamente eccentrica, inclinata di circa 22° rispetto al piano dell'eclittica. L'afelio, esterno all'orbita di Giove, è a 5,89 UA dal Sole; il perielio, compreso tra le orbite di Giove e di Marte, è a 2,16 UA dal Sole. La cometa completa un'orbita in circa 8 anni.
Il nodo discendente dell'orbita è prossimo all'orbita di Giove. e la cometa ha ripetuto diversi incontri ravvicinati con il pianeta che ne hanno alterato l'orbita. Nell'ultimo secolo, il più stretto è avvenuto il 16 febbraio 1995, quando è stata raggiunta la distanza di 0,2456 UA, che ha comportato un aumento del periodo orbitale di circa 1 anno. Il prossimo incontro avverrà il 2 dicembre 2018 e determinerà un ulteriore incremento del periodo orbitale.